# Ernst Sokolowsky
Ernst Johann Georg Sokolowsky (ur. 8 lutego 1833 w Straupe, zm. 26 lutego 1899 w Paldiskach) – estoński duchowny, założyciel szkoły dla niesłyszących w Vändra w Estonii (1866) i pionier opieki nad osobami niesłyszącymi w Estonii.
Studiował teologię na Uniwersytecie w Dorpacie w latach 1850-54. W 1866 roku założył zakład opieki nad niesłyszącymi w Fennern (obecnie Vändra) – Fennernsche Taubstummen-Anstalt.

## Prace
- Kiriku wöörmündrite raamat / Eestimaa kirikuõpetajate sinodi soowimise järele kirjapannud E. Sokolowski. Revel: Eestimaa Sinod, 1901